# Kokuhonsha
La Sociedad del Fundamento Nacional (国本社 Kokuhonsha?) fue una sociedad política nacionalista del Japón de los años 1920 y 1930.

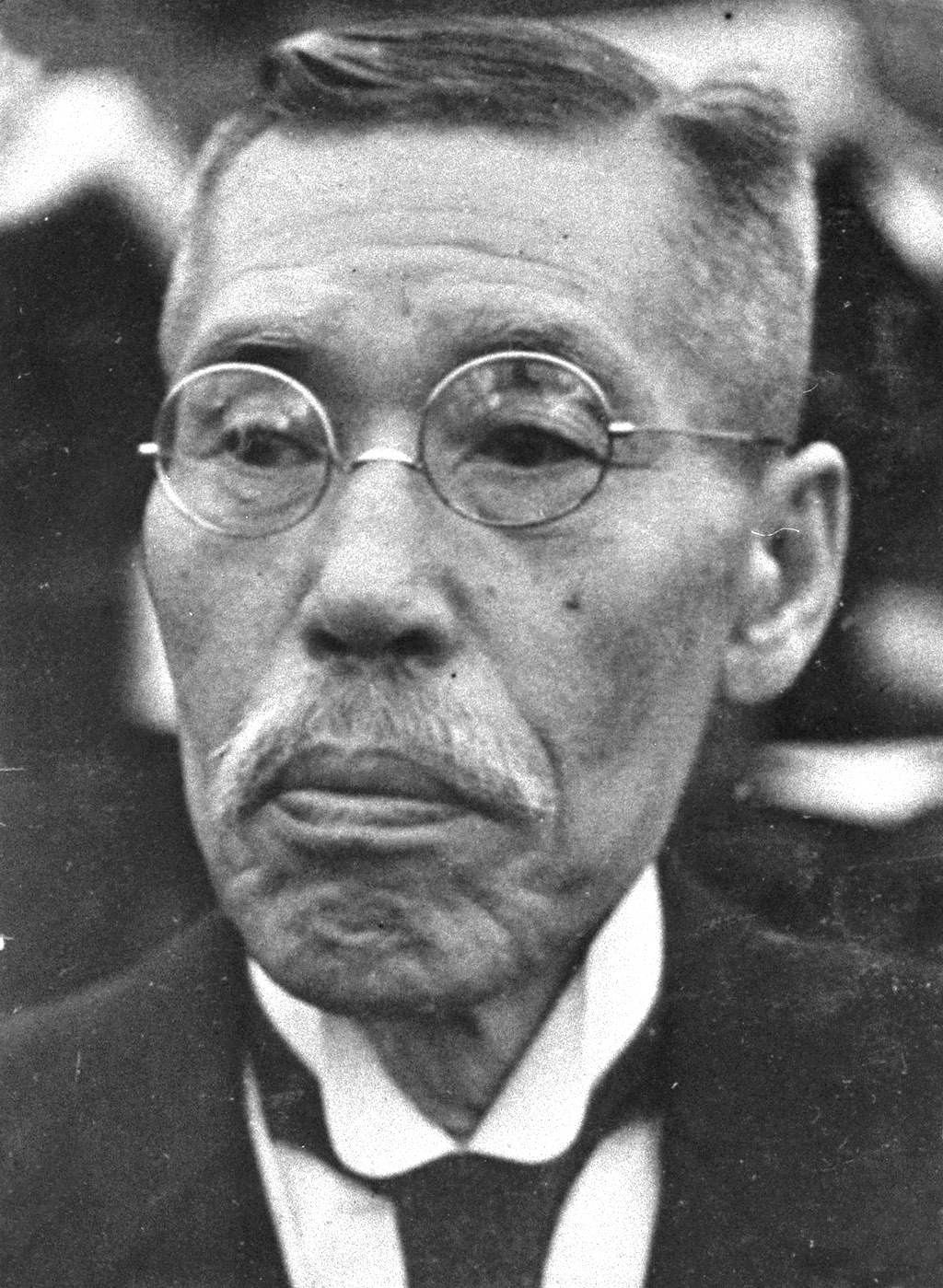
Kiichirō Hiranuma, fundador de la Kokuhonsha.

## Historia
La Kokuhonsha fue fundada en 1924 por el conservador Kiichirō Hiranuma, ministro de Justicia y presidente de la Cámara de los Pares. Llamaba a los patriotas japoneses a rechazar los diversos «-ismos» políticos de origen extranjero (tales como el socialismo, el comunismo, el marxismo, el anarquismo, etc.) en favor de un «espíritu nacional japonés» vagamente definido (kokutai). El término kokuhon (国本, traducible como «fundamento nacional») fue elegido como antítesis de minpon (民本, «fundamento popular»), de minpon shugi (民本主義), traducción japonesa habitual de «democracia». La sociedad apoyaba abiertamente el totalitarismo, y fue criticada públicamente por el político genrō Saionji Kinmochi por promover el fascismo japonés.
Entre los miembros de la Kokuhonsha se encontraban muchos de los compañeros de Hiranuma del ministerio de Interior, importantes empresarios y algunos de los militares más poderosos, como los generales Sadao Araki, Jinzaburō Masaki, Makoto Saitō y Yamakawa Kenjirō, además del héroe de guerra y almirante Tōgō Heihachirō, que ocupó el puesto de vicepresidente honorario. En 1936, la organización afirmaba tener más de 200 000 miembros repartidos en 170 ramas.
La Kokuhonsha publicó un periódico y actuó como grupo de apoyo político de Hiranuma. Una vez Hiranuma fue nombrado presidente del Consejo Privado, dejó de necesitar el apoyo de un grupo de acción política. El incidente del 26 de febrero de 1936, durante el cual numerosos personajes importantes mostraron su apoyo a los insurgentes, dio a Hiranuma una excusa para ordenar la disolución de la organización.